# Hóban futó szarvas
A Hóban futó szarvas Gustave Courbet festménye, amely a tokiói Artizon Museum gyűjteményének része.

## Keletkezése
Courbet vadászjelenetei népszerűek és keresettek voltak. A festő kedvenc állata a szarvas volt, amelyet nemcsak vadászatot ábrázoló festményeken jelenített meg, hanem olyan képeken is, amelyek emberi jelenlét nélkül örökítették meg a vadat. Művei között van olyan festmény, amely erdőben ábrázoló szarvasbikákat vagy csak békésen álldogáló állatokat mutat. A Hóban futó szarvas „modellje” egy fejét balra fordító, nagy agancsú állat, amely egy hómezőn vágtat. A kép jobb felső részén szürke felhők úsznak a kék égbolt elé, ami komor hangulatot kölcsönöz a festménynek. Courbet a hó durva felületét festékkenő késsel alakította ki.